# خوسيه كارلوس تشافيس
خوسيه كارلوس تشافيس (بالإسبانية: José Carlos Chaves)‏ (3 سبتمبر 1958 في كوستاريكا - ) هو مدرب كرة قدم ولاعب كرة قدم كوستاريكي في مركز الدفاع، شارك في كأس العالم 1990. وشارك مع منتخب كوستاريكا لكرة القدم. أما مع النوادي، فقد لعب مع إنتر براتيسلافا ونادي ألاجولينسي ونادي هيريديانو.

## وصلات خارجية
- خوسيه كارلوس تشافيس على موقع الاتحاد الدولي (مؤرشف)  (الإنجليزية)
- خوسيه كارلوس تشافيس على موقع قاعدة بيانات كرة القدم.إي يو (الإنجليزية)
- خوسيه كارلوس تشافيس على موقع ناشيونال فوتبول تيمز (الإنجليزية)
- خوسيه كارلوس تشافيس على موقع عالم كرة القدم.نت (الإنجليزية)